# アニメーション制作進行くろみちゃん
『アニメーション制作進行くろみちゃん』（アニメーションせいさくしんこうくろみちゃん）は、ゆめ太カンパニーの企画・制作、大地丙太郎の監督によるOVA作品。全2作で、第1作は2001年3月30日、第2作は2004年1月28日発売。

## あらすじ

### アニメーション制作進行くろみちゃん（第1作）
アニメ学校を卒業し、念願のアニメ業界に就職することになった大黒みき子は、初めての職場「スタジオプチ」に出社、そこで「制作デスク」である追浜の手厚い歓迎を受けることになる。しかし、その追浜は大黒みき子に「くろみ」というあだ名（名字と名前の「黒み」の部分をとって命名）を勝手に付け、社内を一通り案内したあと、突然胃潰瘍で倒れて救急車で運ばれてしまう。
残されたくろみは、追浜の後釜として社長からいきなり制作デスクを任されてしまう。しかも、追浜が残した仕事はまともに原画が上がっておらず、放送ができるかどうか微妙という最悪の状態。

### アニメーション制作進行くろみちゃん 日本のアニメは私が作る!2
前作から3カ月が経ち、くろみたちスタジオプチの面々は当時よりも遥かに忙しい日々を送っていた。というのも社長からかなり無茶な仕事を打診されていたからだった。それは、メンバーの数を変えず、1クールにシリーズ3本を同時に請け負うというもの。お陰でスタッフたちは一杯一杯。作画マンたちもあれやこれやと理由をつけてはサボる始末で、原画も全く上がらず、くろみは頭の痛くなるような日々を送っていた。
そんな折、社長はベテランの制作デスク高島平を助っ人として呼び寄せる。高島平は質よりも早さを徹底させることで、この難局を乗り切ることを考えていた。高島平のやや強引なやり方にくろみは反発心を覚えるが、着実に結果を出す高島平のやり方に表立って反抗することができない。
しかしそんな時に、高島平のある強引なやり方に反発した四本松が失踪してしまう。くろみは四本松の失踪の理由を知らされ、急いで四本松を探しに行くことに。

## 概要
本作はアニメ制作における「制作進行」という役職に焦点を当てた、いわゆる業界アニメである。アニメ制作のきついスケジュールやアニメーターの苦しい制作環境、作画の乱れ（作画崩壊）がなぜ起こるのかといった、アニメ業界の問題点を正面から描き出している。
第1作は2002年度新世紀東京国際アニメフェア21でオリジナルビデオアニメ部門優秀作品賞を、第2作は東京国際アニメフェア2005で「東京アニメアワード」OVA部門 優秀作品賞をそれぞれ受賞している。

## 制作体制
プロデューサーを務めた山口によるコンセプトは「メイキングものではなく、実際の制作の過程で中々語られない部分をドラマにする」「アニメーションで注目されるのは精々、監督・声優・キャラクターデザイン。でも、制作進行は一番大切な部分。それなのに、誰も注目していなくて、疎外すらされている風潮がいやだ」「原作付きの作品をアニメ化する時に別のキャラクターデザイナーを起用しても、デザイナーに二次使用料が支払われないのはおかしいのではないか?声優にはあるんだから、デザイナーはもちろん、制作スタジオの部署のチーフも版権が持てるようにしたい」とした。
それらを叶えてアニメーション業界を改善するために、「制作スタジオ主導で原作となる企画書を立てることで、制作スタジオが知的財産権を取得・管理できる様にし、その上で後々の同じ制作スタジオが制作した作品で、制作スタジオ側が権利を多く確保する」モデルを見せることで、業界全体を活性化させる方向性を目指した。
大地が確固とした知的財産権を取得・管理している「十兵衛ちゃん -ラブリー眼帯の秘密-」の存在を知った山口が「大地さんにお願いしたい」と思った所から始まり、1999年3月にゆめ太カンパニー側から大地に企画が持ち込まれた。
大地は三谷幸喜の「ラヂオの時間」をモチーフにしつつ、それに青春ものの要素を取り入れる様にした。

## 登場人物
大黒 みき子（おおぐろ みきこ）
声 - 麻生かほ里
大東京アニメチックアカデミー卒業後、追浜の後釜としていきなり、入社したばかりのスタジオプチの制作デスクを任せられることになった、本作の主人公。
最初のうちは何をしていいのか分からない上に、癖のある原画マンなどに振り回されて何をやっても空回りするばかりで酷く落ち込むことになるが、四本松の激励や周囲の人間のサポート、そして持ち前の明るさで、社長から出される無理難題を達成していくことになる。
追浜に出会い頭に付けられた「くろみ」というあだ名は事実上呼び名となる。最初のうちはそのことに戸惑いを見せていたが、次第にこの名前に親しみを持つようになる。
明るく何事にも一生懸命な性格で、知らず知らずのうちに周囲の人間を引き込む力を持っている。
この「くろみ」のモデルとなった人物は、当時ゆめ太カンパニーに在籍していた女性社員（その後退職）である。
四本松 浜子（しほんまつ はまこ）
声 - 安原麗子
スタジオプチの作画監督。
一見するとクールな印象を受けるが、新人で何かと戸惑う大黒をあれこれサポートしたり、個性的な作画マンたちをあの手この手で纏め上げたりと、とても面倒見がよい。
作監としても非常に優秀だが、かつてやっていた動画マンとしての腕も相当なものがある。
重度のヘビースモーカーで、常に口にタバコを咥えていないと落ち着かないらしい。第2作では禁煙を行い、鉛筆やネギや花などをタバコの代わりに咥えたりして、必死で耐えている様子がうかがえる。
きつい制作スケジュールのために作監できずに作画崩壊したシーンが放送され、アニメ制作に一度挫折しかけた過去がある。
モデルはアニメーターの林明美。
八月朔日 八朔（ほずみ はっさく）
声 - 松本吉朗
スタジオプチの演出家。
演出家としては中々の腕だが、作画のチェックはザル同然である。
以前に制作の経験があり、そのとき学んだ「制作の封じ手」をくろみに伝授するなど、新人のくろみには何かと世話を焼く。
針生 誠一郎（はりゅう せいいちろう）
声 - 一条和矢
フリーアニメーター（原画マン）の一人。
怠け癖があり、見張っていないとすぐにサボってしまうが、一度やる気を出せばかなりの仕事をしてくれる。
かなりのオタクであり、家はフィギュアやプラモデルで溢れている。「バミラス」という女性キャラがお気に入りらしい。
四本松には「宇宙鉄仮面」と言われている。
深水 葵（ふかみ あおい）
声 - 岡村明美
フリーアニメーター（原画マン）の一人。
結婚しているが、あまり自活能力のない旦那に不満が溜まっているらしく、夫婦生活もうまくいっていない模様。そのお陰で、作画の進み具合も捗っていなかったが、くろみに愚痴をこぼしてからは、作画の進み具合も著しく改善された。
田の中 瑞穂（たのなか みずほ）
声 - 伊藤栄次
フリーアニメーター（原画マン）の一人。
原画を上げる早さは相当なものだが、ただそれ「だけ」の原画マン。手掛けたものはキャラが違うものとなっているため、手掛けた全ての原画に作監である四本松が手を入れなければならない状態である。
洞口 米（ほらぐち まい）
声 - 三澤真弓
フリーアニメーター（原画マン）の一人。
非常にネガティヴな性格で、自分に自信がなく、何かにつけて仕事をサボろうとする。ただ、褒められると乗せられやすい。
四本松を「お姉さま」などと呼び、尊敬している模様。
葉山 暢気（はやま のんき）
声優 - 一条和矢（第1作） / 長島雄一（第2作）
アニメーター（原画マン）の一人。
バイクのシーンを描かせたら右に出る者はいないと言われている。かつて、挫折しかけた四本松を立ち直らせるきっかけを作った人物でもある。
湘南在住。趣味はサーフィンだが注力するあまり、アニメーターの仕事はあまりやっていない。
社長
声 - 石井康嗣
スタジオプチの社長。
常に「社長」と書かれたシャツを着ているのが特徴。
普段は朗らかで優しいが、仕事のこととなると一変。入社したばかりでしかも新人のくろみを制作デスクに任命したり、たった6人のスタッフで3本のアニメを同時進行で制作させたりするなど、相当厳しい一面をのぞかせる。
モデルは丸山正雄。
追浜 正人（おっぱま）
声 - 矢部雅史
スタジオプチ制作デスクの大黒みき子の前任者。大黒みき子に「くろみ」というあだ名をつけた張本人。制作全部を一人でやっていたが、仕事のあまりの過酷さに胃に穴が開き、後釜であるくろみが来たことでそのまま入院した。
追浜のエピソードは、大地の制作進行としてのキャリアの初期に起こった出来事をモデルにしている。
高島平 礼（たかしまだいら）
声 - 石井康嗣
ベテランの制作デスク。第2作で、数少ないスタッフで3本のアニメを同時に成り立たせるという無茶をやっていた時に、社長が助っ人として呼んだ。かつてスタジオプチで働いていた。
放送に間に合わせるためには、早く退社しようとするアニメーター対して契約解除を仄めかして原画を描かせたり、アニメーターの個人別作業表で仕上がった原画数の競争を煽らせたり、作監に原画をかかせるなどして、原画を早く上げようとする。それだけでなくアフレコの日がダブルブッキングになると本職の演出家を視聴率とギャラがいい作品の担当に優先させ、別の作品のアフレコは素人に担当させる。さらに原画の質を落としてまで上げる早さを徹底させたり、作監を通さずに動画に回したりするなどかなりの無茶をやる。そのため「高島平が通った後は草も生えない」「放送に間に合わせるためならどんなことでも平気でやる」と言われている。
変な歩き方をするのも特徴。
都下原 悠（つかはら）
声 - 天田益男
高島平が連れてきたベテランアニメーター。
ハイライト嫌いで、ハイライトを「邪道だ」と言い切る。
久米川 慎（くめがわ）
声 - 矢部雅史
同じく高島平が連れてきたベテランアニメーター。
原画のチェックがかなり甘く、田の中の別物に成り果てたキャラクターでも「よく描けている」として通してしまうほど。
ばっとび
声 - 市川三恵子
作中に時々現れる謎のキャラクター。
キャラに的確なつっこみを入れたり、視聴者に簡単な説明をしたりする。その動きは、大地・渡辺（監督・キャラクターデザイン）タッグの別作品『こどものおもちゃ』に登場した「ばびっと」と似ている。

## 作中に登場するアニメ
タイムジャーニーズ
キャラクターデザインについて「絵は上手くないが、線は多い」と洞口から評されている。
第2回「マンモス岬に演歌を流せ」は当初は追浜が担当だったが、ほとんど作業ができないままで後に担当がくろみに交代し、原画カットは1週間後の締め切りを切っても全312カット中5カットしかできていなかった。原画カットのうち3カットはバイクのシーンである。くろみのデビュー作。略称は「タイジャニ」。
第2回の試写会直後、くるみはほとんど進んでいない第6回のスケジュール表を社長から渡される。
第2作冒頭で1クール打ち切りになったことが判明。
ルイモンドIII世
カーアクションやガンアクションが盛り込まれたアニメ。原作者はオペレッタジョージ。四本松のデビュー作で、制作は高島平。バイクシーンの原画は葉山が担当した。
ポスターに描かれている主人公は、くろみから「ルイモンド」と呼ばれている。
くろみが高校時代に見て、アニメ制作を目指すきっかけとなった。
初回放送で作監を飛ばしたために作画崩壊したシーンがテレビに流れたことがある（再放送やVHS版では作画は修正された）。
それ行けチャーミー
スタジオプチで3作同時制作しているアニメの1つ。略称は「それチャ」。
萌え系のギャグテイストの作品。
四本松が抱えていた作監3作のうち、この1作のみに専念させた。
「闇太郎」よりも視聴率と制作ギャラがいい。
ゾンビハンター闇太郎
スタジオプチで3作同時制作しているアニメの1つ。略称は「闇太郎」「闇太」。
ゾンビが出てくるグロイ作風の作品。キャラにハイライトが使用されている。
キャットマン
スタジオプチで3作同時制作しているアニメの1つ。
アメコミ風のバトルアクション作品。

## スタッフ
- 監督・絵コンテ - 大地丙太郎
- キャラクターデザイン・作画監督 - 渡辺はじめ
- 制作進行 - 石黒直美、坪井葉子、片貝慎（第1作）、飛田野ゆか里（第2作）
- 脚本 - 永月十（第1作）、伊丹あき（第2作）
- 演出 - 玉野陽美
- 美術監督 - 柴田千佳子（スタジオカノン）
- 色彩設計 - 有尾由紀子（第1作）、高星晴美（第2作）
- 音楽 - 増田俊郎
- 音響効果 - かげやまみつる（フィズスタジオ）
- 音響制作 - ダックスインターナショナル
- 録音監督 - 蝦名恭範
- 編集 - 松村正宏
- プロデューサー - 山口聰
- 原案・企画・制作 - ゆめ太カンパニー

## 音楽

### エンディングテーマ
「ひだまりの街で」
作詞・歌 - 麻生かほ里 / 作曲・編曲 - 増田俊郎

### 挿入歌
「タイムジャーニーズのテーマ」
作詞 - 大地丙太郎 / 作曲・編曲 - 増田俊郎 / 歌 - 一条和矢
「タイジャニ音頭」
作詞 - 大地丙太郎 / 作曲・編曲 - 増田俊郎
歌 - 安原麗子・市川三恵子・三澤真弓・小松里賀・一条和矢・伊藤栄次・矢部雅史・松本吉朗
「翼」
作詞・歌 - 安原麗子 / 作曲・編曲 - 増田俊郎